# Dingtuna pastorat
Dingtuna pastorat var ett pastorat i Svenska kyrkan inom Domprosteriet i Västerås stift. Pastoratskod: 050105. Pastoratet låg i Västerås kommun och omfattade från 2006 tre församlingar (för pastoratets omfattning före 2006, se artikeln Dingtuna församling):
- Dingtuna-Lillhärads församling
- Västerås-Barkarö församling
- Rytterne församling

pastoratet uppgick 2014 i Västerås pastorat.